# Viktorijska mikroplošča
Viktorijska mikroplošča ali Viktorijska plošča je majhna tektonska plošča v vzhodni Afriki. Z vseh strani je omejena z deli aktivnega Velikega tektonskega jarka. Trenutno se vrti v nasprotni smeri urnega kazalca. Njene meje so blizu mejam večinoma arhajskega Tanzanijskega ščita, pri čemer sta se dva kraka sistema razpok razširila vzdolž okoliških proterozojskih območij striženja. Na severozahodu, zahodu in jugozahodu meji na Afriško ploščo, na severovzhodu in vzhodu na Somalijsko ploščo in na jugovzhodu na Rovumsko ploščo.